# Estação École Vétérinaire de Maisons-Alfort
École Vétérinaire de Maisons-Alfort é uma estação da linha 8 do Metrô de Paris, localizada na comuna de Maisons-Alfort.

## Localização
A estação está situada na avenue du Général-Leclerc (D 19), perto da École Nationale Vétérinaire d'Alfort. Orientada ao longo do eixo noroeste / sudeste, está localizado entre as estações Charenton - Écoles e Maisons-Alfort - Stade, sendo separada do primeiro por um viaduto que atravessa o Marne.

## História
A estação foi aberta em 19 de setembro de 1970 com o lançamento da extensão da linha 8 de Charenton - Escolas para Maisons-Alfort - Stade, que inicia uma nova onda de extensões de rede após um hiato de 18 anos devido aos recursos financeiros limitados do período pós-guerra, e marca a aparência das primeiras "estações-caixa", caracterizadas por uma forma retangular ligada à sua construção de acordo com o método de vala coberta.
A estação deve esse nome à sua proximidade com a Escola Nacional de Veterinária de Alfort (EnvA), um estabelecimento público de ensino superior e pesquisa, colocado sob a supervisão do Ministério da Agricultura e constituindo uma das quatro grandes escolas para formação de veterinários na França. O patrônimo inicial da estação, Maisons-Alfort - École Vétérinaire, foi alterado em 1996 para se tornar a École Vétérinaire de Maisons-Alfort.
Como parte do programa “Renovação do Metrô” da RATP, os corredores da estação foram parcialmente renovados em 13 de março de 2009.
Em 2011, 3 371 386 passageiros entraram nesta estação. Em 2012, havia 3 150 748 passageiros. Foram contados 3 175 166 passageiros em 2013, o que a coloca na 164ª posição das estações de metrô por sua frequência.

## Serviços aos passageiros

### Acessos
A estação possui três acessos divididos em quatro entradas de metrô na avenue du Général-Leclerc:
- acesso 1 "Carrefour de la Résistance", composto por uma escada fixa adornada com um mastro com um "M" amarelo inscrito em um círculo, levando à calçada ímpar da avenida perto da Allée des Amourettes;
- acesso 2 “École nationale vétérinaire - Musée Fragonard ”, também constituída de uma escada fixa dotada de um mastro “M” amarelo, localizado na calçada da avenida, em frente ao acesso 1;
- acesso 3 "Avenue du Général-Leclerc", composta por uma escada fixa e uma escada rolante ascendente, permitindo apenas a saída depois da plataforma em direção a Pointe du Lac, abrindo um pouco mais ao sudeste na calçada par.

### Plataformas

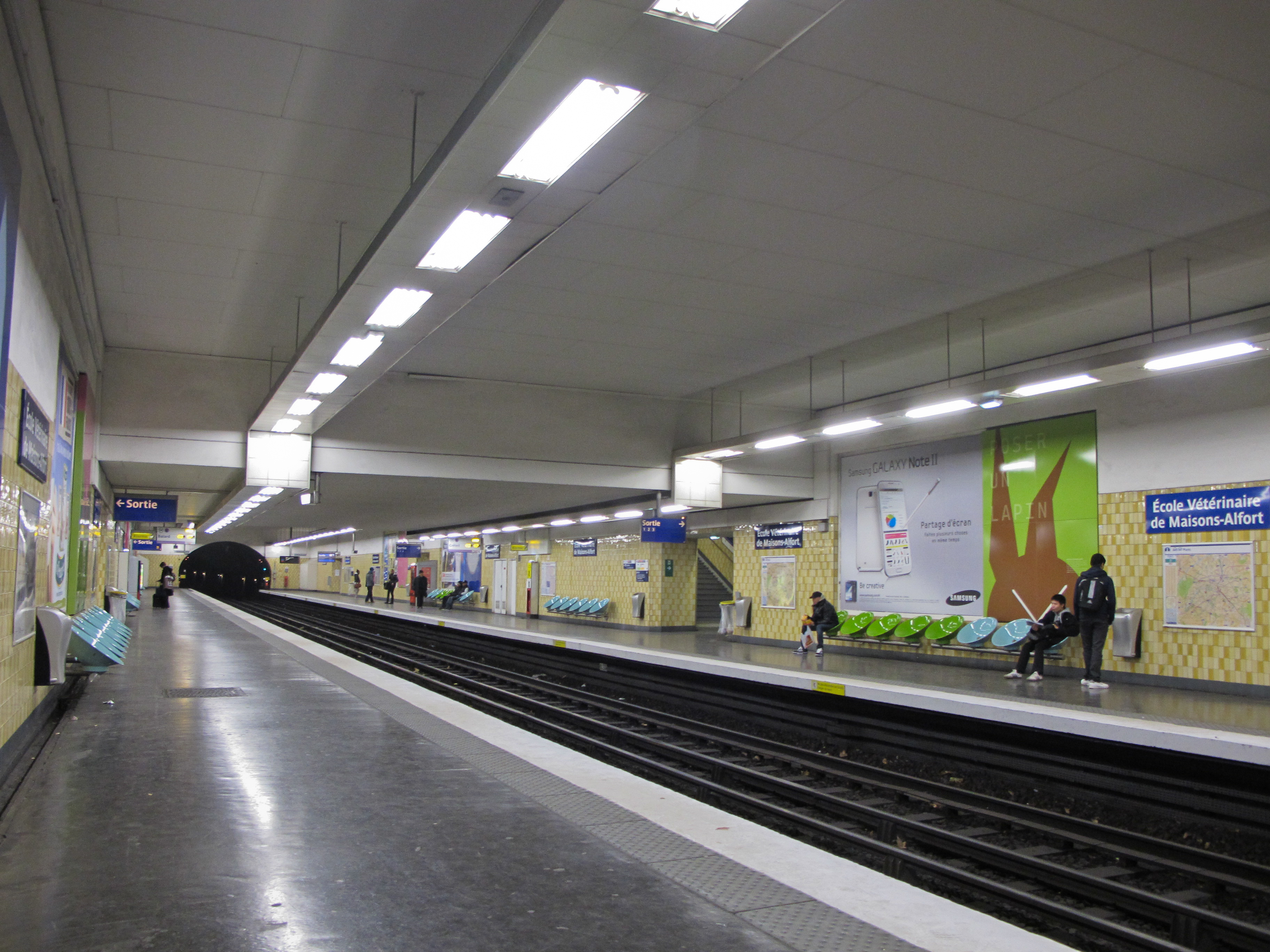
Plataformas da estação

École Vétérinaire de Maisons-Alfort é uma estação de configuração padrão: ela possui duas plataformas separadas pelas vias do metrô. Construída na década de 1970, é uma estação-gaiola com pés-direitos verticais e teto horizontal devido à sua construção em uma vala coberta. A decoração, típica desta década, é semelhante a uma variação do estilo “Mouton-Duvernet”, com pés-direitos e tímpanos recobertos com telhas em vários tons de ocre colocados verticalmente e alinhados, teto e paredes altas em branco bem como faixas de iluminação suspensas. Os quadros publicitários, ligeiramente para baixo, são metálicos e o nome da estação é inscrito em fonte Parisine em placas esmaltadas. Os assentos são do estilo "Akiko", de cor ciano na maior parte.
A estação apenas compartilha esse estilo decorativo com os outros dois pontos de parada na linha situadas no território da comuna, Maisons-Alfort - Stade e Maisons-Alfort - Les Juilliottes.

### Intermodalidade
A estação é servida pelas linhas 24, 103, 104, 107, 125, 181 e 325 da rede de ônibus RATP e, à noite, pelas linhas N32 e N35 da rede Noctilien.

## Pontos turísticos
- Cais do Marne
- École Nationale Vétérinaire d'Alfort
- Musée Fragonard de l'École vétérinaire de Maisons-Alfort
- Sede da Agência Francesa de Segurança Alimentar
- Sede da Bpifrance